# Bernd Walter (Humorist)
Bernd Walter (* 1962 in Strasburg (Uckermark)) ist ein deutscher Humorist, Moderator und Unterhaltungskünstler.

## Leben
Bernd Walter wuchs als Sohn eines Försters in der Nähe vom Stettiner Haff in Vorpommern auf. Im Jahr 1985 begann er seine Laufbahn im staatlich organisierten Showgeschäft der DDR. Er wurde dreifacher Sieger der Talentesendung Bong im DDR-Fernsehen und produzierte Songs und Alben beim Ostberliner Plattenlabel AMIGA. Mit Stimmungsliedern wie etwa Wasser Marsch! oder Ein Unglück kommt selten allein setzte er seine Bühnenkarriere fort. Im Oktober 1990 wurde Bernd Walter mit der Moderation der damals sehr populären Samstagabendshow Ein Kessel Buntes im DDR-Fernsehen betraut.
Nach dem Zusammenbruch der Unterhaltungsindustrie in Ostdeutschland wurde er 1992 Moderator der Radioshow Hitskopf im Hörfunkprogramm des NDR. Er präsentierte 1993 das 15-teilige TV-Magazin Montags immer im neugegründeten MDR-Fernsehen. 1994 zeigte er sich bei diesem Sender erneut als Fernsehmoderator und Komödiant in der Comedyserie Alles Quatsch. Hier waren unter seinen prominenten Bühnenpartnern u. a. die einstige UFA-Schauspielerin Ilse Werner und Anita Kupsch sowie Heinz Rennhack.
Er nahm eine CD mit dem Titel Einmal nur Minister sein auf und wurde von 2004 bis 2007 als Humorist in Inka Bauses alljährlicher MDR-Show Weihnachten bei uns engagiert. Seinen Beruf bezeichnet Walter als Mundwerktätiger.
Gelegentlich hatte er auch Theaterauftritte. So spielte er in der Inszenierung von Vera Oelschlegel in Anton Tschechows Der Kirschgarten im Ensemble des Theater des Ostens Tourneetheater in fünf Ländern, u. a. auch in Salzburg und Bayreuth. Unter der Regie von Kurt Veth stellte Bernd Walter den Hoteldirektor in der Komödie Die Millionärin von George Bernard Shaw dar. 2009 präsentierte er das Tourneeprogramm Schlagergrüße im Frühling mit den musikalischen Gästen Patrick Lindner, dem Naabtal Duo sowie Monika Herz und Sohn David.
Nach ihrem Tod im Juni 2009 wurde er zum Verwalter des schriftlichen Nachlasses des DDR-Fernsehlieblings Margot Ebert und deren Ehemann Wilfried Ortmann bestimmt. Bernd Walter lebt abwechselnd in Berlin, Vorpommern sowie am Oberuckersee.